# Xã East China, Michigan
Xã East China (tiếng Anh: East China Township) là một xã thuộc quận St. Clair, tiểu bang Michigan, Hoa Kỳ. Năm 2010, dân số của xã này là 3.788 người.